# Tokyo Real
『Tokyo Real』とは、RYUによって執筆されたケータイ小説である。口コミで話題となり、2006年4月30日に単行本化。2007年8月18日に映画化された。いわゆるリアル系ケータイ小説では地方都市・郊外を舞台とした作品が多く（ケータイ小説#郊外文化としてのケータイ小説を参照）、東京を舞台とした本作は珍しい部類に入る。

## あらすじ
女子高生・本城アヤは、クラブでプッシャー（ドラッグの売人）と知り会った事を機に、好奇心でドラッグ（MDMA）を始める。そんなある日、アヤはクラブで桐嶋ナオヤと出会って次第に惹かれあい、付き合い始める。アヤはナオヤの為にもドラッグを辞めようとするが、ドラッグの誘惑も断ち切れず、次第に依存していく。

## 登場人物
本城アヤ（ほんじょう　あや）
本作の主人公。18歳の高校3年生。大人っぽく整った顔立ちで、たまにギャル系雑誌にも載り男友達を含め知人も多い。だが、優柔不断で流されやすく、精神的に未熟な所もある。週末にはクラブに通っている。ヒデキと知り合い、ドラッグ（MDMA）を始めた。だが、ナオヤと付き合い始めた事を機に、ドラッグを止めようとするが…。
桐島ナオヤ（きりしま　なおや）
22歳の若さにして金融屋店長を務める青年。18歳から夜の世界や金融業に入り、持ち前のカリスマ性で成功を収めた。現在、高級マンションで暮らし、使用する品物も高級ブランド品ばかり。美形で、優しく後輩の面倒見の良さから信頼も厚い。クラブでアヤと知り合い、後に付き合い始める。アヤにはドラッグを止めて欲しいと思っている。
三崎ユウコ（みざき　ゆうこ）
アヤの親友で彼女のクラスメイト。18歳。3年の時から急に親しくなった。何をするにもアヤと一緒で、雑誌に載ったりクラブでナンパされたりする事もある。ドラッグに蝕まれていくアヤの身を心配している。
ヒデキ
プッシャーの男性。安っぽい格好をした中途半端なギャル汚。アヤにMDMAを勧めた張本人。自身もドラッグが大好き。
ミホ
歌舞伎町のクラブでNo.1のキャバクラ嬢。2年前まで、ナオヤと交際していたが、自身の束縛が元で破局。以来、彼とはあくまで、客とキャバクラ嬢の関係だが、本人は未だにナオヤへの未練が残っている。

## 映画
2007年8月18日公開。配給はモブキャスト。

### 出演
アヤ：秦みずほ
ナオヤ：米光雄作
南まい
河野智典
川口貴弘
MARU
比嘉愛
竹下茄人

### スタッフ
監督：笠木望、湯本美谷子
製作：森本勝己、藪考樹、上野道雄　
プロデューサー：川端基夫、兔丸誠治（マンモス・テーブル）
撮影監督：山田真也　
音楽：phantasticM　
ヘアメイク・衣装：大内聖子　
助監督：江利川深夜　
制作：宮下幸子　
アシスタントプロデューサー：田中美知太郎
製作：「TokyoReal」フィルムパートナーズ　
制作：リバーソニック
制作協力：レフトハイ、モブキャスト、マンモス・テーブル、バンタン映画映像学院　　
配給・宣伝：モブキャスト
- 上映時間：84分

### 主題歌・挿入歌
主題歌
ICHIDAI 「Tokyo Real 〜祈り〜」（デルタパートナーズ）
TSUKASA 「Prologue - SPACEY vs TOKYO REAL Remix」(SPACEY RECORDS)
挿入歌
RAYTO 「Tokyo Real 〜No D.R.G. Edition〜」（デルタパートナーズ）
TSUKASA 「IN MY HEART - HEAVENS WiRE RMX」(SPACEY RECORDS)
sinario 「てんきてんきてんき」（IQI:HyakurifuRecords）
青山操 「Distance 〜In Your Love〜」(Daito Music)